# Sonnets (tomik George’a T.S. Farquhara)
Sonnets – tomik anglikańskiego pastora i poety George’a T.S. Farquhara, opublikowany w 1890 w Perth, nakładem oficyny S. Cowan & Co., Printers and Publishers. Zbiorek został opatrzony mottem z poezji Elizabeth Barrett Browning: With Stammering lips and insufficient sound/I strive and struggle to deliver right/The music of my nature. Zbiorek dzieli się na cykle: Perth Cathedral Sonnets, Sonnets from the French, Musical Sonnets, Ecclesiastical Sonnets, Sonnets on Nature, Epistolary Sonnets i Sonnets of the Inner Life.